# Baby Ruth
Baby Ruth è una barretta di cioccolato fatta di arachidi, caramello e nougat al cacao ricoperti di cioccolato, originariamente prodotta dalla Curtiss Candy Company, commercializzata a partire dal 1921.

## Storia
La barretta, immessa sul mercato nel 1921, riscosse enorme successo e si diffuse con rapidità perché il suo prezzo di vendita era di molto inferiore a quello di prodotti simili. L'azienda produttrice, la Curtiss Candy Company, fu poi comprata dalla Nabisco e, successivamente, in seguito a svariate operazioni di fusione e incorporazione, la multinazionale svizzera Nestlé. Dalla fine del 2018 è un marchio della Ferrero.
Curiosa è la vicenda del nome della barretta (commercializzata solo nel mercato statunitense): essa apparve infatti nel 1921, periodo della massima gloria del celebre giocatore di baseball Babe Ruth, con il cui nome l'assonanza è evidente. L'azienda produttrice addusse che il nome derivava da quello della figlia (Ruth, morta 17 anni prima) di Grover Cleveland, ex presidente degli Stati Uniti. 
L'azienda inoltre non era riuscita a negoziare un contratto con il giocatore di baseball e la modifica del nome fu vista come un sotterfugio per non pagare le royalties al giocatore. In seguito la Curtiss Candy Company riuscì addirittura a far interrompere la commercializzazione di una barretta prodotta da un concorrente e chiamata con il nome del giocatore con la motivazione che il nome era troppo simile a quella da loro prodotta (Caso George H. Ruth Candy Co. v. Curtiss Candy Co, 49 F.2d 1033 (1931).